# خط قرمز (مجموعه تلویزیونی)
خط قرمز نام یک سریال تلویزیونی سبک درام و اجتماعی به کارگردانی قاسم جعفری است. این سریال اولین بار از ۱۳ آذر ۱۳۸۰ تا ۴ تیر ۱۳۸۱ به صورت هفتگی (هر سه‌شنبه) و برای دومین بار در خرداد و تیر ۱۳۸۳ به شکل روزانه از شبکهٔ سه تلویزیون ایران پخش شد. همچنین شبکه آی‌فیلم و شبکه‌های استانی نیز بارها به بازپخش آن اقدام کردند.

## داستان
چند جوان که هر یک برای فرار از مشکلات زندگیشان، از خانه فرار کرده، دور هم جمع می‌شوند و با هدف سفر به سوی آرمان‌ها و خواسته‌های خود پا به راهی با مقصد نامعلوم می‌گذارند، سفری با حوادث ناگوار …

## بازیگران
| بازیگران        | نقش                       |
| --------------- | ------------------------- |
| شهرام حقیقت‌دوست | ناصر                      |
| سروش گودرزی     | رامین صبوری               |
| پویا امینی      | امیر                      |
| ایمان اشراقی    | کامران                    |
| شهرام عبدلی     | بابک                      |
| علی منصوری      | نیما                      |
| علی جاویدفر     | رحمان                     |
| مجید مشیری      | خسرو صبوری (پدر رامین)    |
| مهسا کرامتی     | نازنین (دختر دایی رامین)  |
| زهرا اویسی      | بیتا (همسر دوم پدر رامین) |
| ساناز کیهان     | نگار                      |
| حسن اسدی        | افسر پلیس                 |
| رضا امامی       | بهرام (دستیار بابک)       |
| اردلان آذربهرام | فرهاد (دستیار بابک)       |
| فریده دریامج    | زن دایی رامین             |
| رضا میرمعنوی    | دایی رامین                |
| علی جلالی       | بهروز                     |
| هما خاکپاش      | مادر نگار                 |
| هوشنگ بنایی     | پدر نگار                  |
| فرزاد مسروری    | عظیم                      |
| صدرا سیدقاسمی   | صمد                       |
| علی اوسیوند     | باج‌گیر                    |